# Akikan!
Akikan! (アキカン!, Akikan!? lit. Empty Can!) és una sèrie de novel·la curta japonesa per Riku Ranjō, amb il·lustracions de Hiro Suzuhira, conegut pel seu art en Shuffle!. La primera novel·la es va publicar el 24 de maig de 2007, i en el 25 d'abril de 2008, cinc volums s'han publicat per Shueisha sota la seua col·lecció de Super Dash Bunko. Una adaptació de manga començà a serialitzar-se en Ultra Jump el 18 d'octubre de 2008, i una d'anime començà a emetre's el 3 de gener de 2009. El 28 de desembre de 2008 el primer capítol fou avançat per streaming pel Canal Bandai d'internet.

## Història
Akikan ("Llauna Buida") és la poc probable la història d'un noi d'escola secundària, Kakeru Daichi, la llauna de suc de meló de sosa per art de màgia es transforma en una xica humana. Més xiques "Akikan" comencen a aparèixer, cadascuna d'elles que necessita ser infosa amb el diòxid de carboni de besar per sobreviure.